# 高身銀板魚
高身銀板魚為銀板魚屬的一個種。

## 分布
本魚分布於南美洲亞馬遜河和巴拉圭河流域。

## 特徵
本魚軀體的長和寬幾乎相等，因此體形很像一個傾斜的平行四邊形。背部輪廓尖，腹部輪廓呈龍骨形。側腹部可見隨意分布的黑點，銀色的平滑腹面上覆蓋著模糊的直條紋。體長約15公分。

## 生態
本魚棲息在溪流和湖泊中，性情溫和，喜群居，屬草食性，有強而有力的牙齒。

## 經濟利用
為觀賞性魚類，飼養時需要大量綠色植物。可食用。